# The Sphinx (film 1916)
The Sphinx è un film muto del 1916 diretto da John G. Adolfi. Prodotto e distribuito dalla Red Feather Photoplays (Universal Film Manufacturing Company), aveva come interpreti Herbert Kelcey, Effie Shannon, Louise Huff, Charles Compton.

## Trama
Charles Macklin, follemente invaghito di una danzatrice esotica conosciuta con il nome di "la Sfinge", rimane sconvolto quando scopre che lei ha una relazione con un altro che si rivela essere suo padre Arthur. La rivelazione lo porta ad accusare la ballerina, provocando la reazione di suo padre che lo mette fuori combattimento. Arthur e la Sfinge decidono di sposarsi. Charles, avendo finalmente superato la sua infatuazione, si riconcilia con Frances, la fidanzata che aveva lasciato a causa della sua sbandata per l'affascinante danzatrice.

## Produzione
Il film fu prodotto dalla Red Feather Photoplays (Universal Film Manufacturing Company).

## Distribuzione
Il copyright del film, richiesto dalla Universal Film Mfg. Co, Inc., fu registrato il 21 gennaio 1916 con il numero LP7481.
Distribuito dalla Red Feather Photoplays (Universal Film Manufacturing Company), il film uscì nelle sale statunitensi il 14 febbraio 1916.
Non si conoscono copie ancora esistenti della pellicola che viene considerata presumibilmente perduta.